# Dendrolagus mbaiso
Dendrolagus mbaiso is een zoogdier uit de familie van de kangoeroes (Macropodidae). De wetenschappelijke naam van de soort werd voor het eerst geldig gepubliceerd door Flannery, Boeadi & Szalay]in 1995.

## Beschrijving
D. mbaiso is grotendeels zwart van kleur, met een witte streep van de keel tot het achterlijf. Ook aan beide kanten van de bek en op het voorhoofd zijn stukken witte vacht te zien. De korte staart eindigt vaak in een witte punt. De kop-romplengte bedraagt 660 tot 670 mm, de staartlengte 415 tot 520 mm, de achtervoetlengte 108 tot 110 mm, de oorlengte 46,0 tot 51,7 mm en het gewicht 8,5 tot 9 kg.

## Voorkomen
De soort komt voor in het Sudirmangebergte in het westen van Papoea, op 3250 tot 4200 m hoogte. Deze soort staat ook bekend onder zijn lokale naam bij de Moni, dingiso. Andere lokale namen zijn mayamumaya, bondegezou, nemenaki, wanun en itimili. In het oostelijke deel van zijn verspreidingsgebied komt hij nog slechts in ruige, rotsachtige gebieden voor, maar in het westen, waar de jacht op het dier door traditionele taboes verboden is, komt de dingiso meer voor.